# 神酒

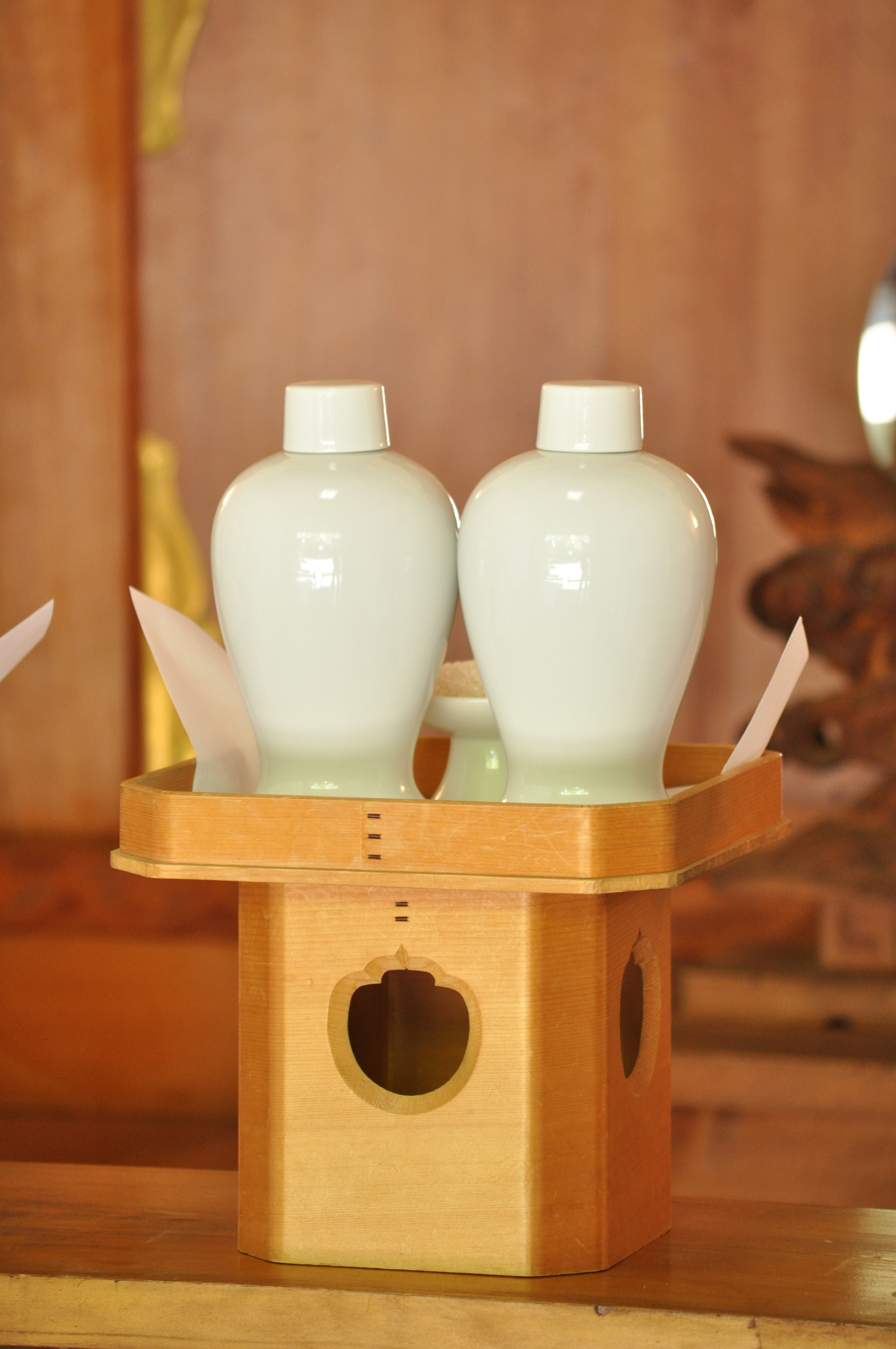
三方に乗せ献供された神酒

神酒（みき、しんしゅ）とは、日本の神道において神に供える酒。

## 概要
「みき」は漢字で「御酒」または「神酒」と書く。これらは酒の美称である。神前に供える酒は特に「御」をつけて「おみき」という。『古事記』には「酒（くし）」や「薬（くすし）」の語がみられるが、これらは「奇し（くすし）」に由来しており人知を超えた霊妙さを意味している。
神道には直会（なおらい）として神前に供えた神酒、神饌をともに食す（共食）ことを通じて、神の霊と人々の霊が一体となるという思想がある。
『古事記』には「八塩折の酒（やしほをりのさけ）」、『日本書紀』には「八醞の酒（やしおをりのさけ）」の記述がある。

## 種類と醸造
神酒を製造するため、日本各地に酒類の製造免許を有する神社があり、そのうち伊勢神宮など数社が清酒の製造免許を有している。
どぶろくを醸造する神社では「どぶろく祭り」を開催するところもある。「どぶろく祭り」で知られる白鬚田原神社では本来持ち帰りが禁じられていたが、飲酒運転防止のため持ち帰りが許されるようになった。

### 種類
伊勢神宮では年3度の三節祭において、白酒（しろき）、黒酒（くろき）、醴酒（れいしゅ）、清酒（きよざけ）の四種が供されている。
- 白酒（しろき） - 濁り酒である[5]。
- 黒酒（くろき） - 白酒に草木の灰を入れて着色した酒[5]。灰持酒も参照。
- 醴酒（れいしゅ） - 甘酒のような酒で一夜酒ともいう[5]。
- 清酒（きよざけ） - 神前に本来供えられる酒[5]。

このうち白酒、黒酒、醴酒は伊勢神宮の忌火屋殿（いみびやでん）で醸造されているが、清酒（きよざけ）については日本各地の蔵元から奉納された清酒（せいしゅ）が供えられている。
熊本県熊本市の熊本城横にある加藤神社では地元伝統の赤酒がお神酒に使われている。

### 日本酒以外の神酒
福岡県太宰府市の太宰府天満宮では「飛梅」伝説にちなみ、梅酒（ニッカ門司工場製造）がお神酒に使われている。
ブドウ栽培が盛んな地域では、山梨県笛吹市の一宮浅間神社でワインがお神酒として奉納されたり、大阪府羽曳野市の誉田八幡宮で赤ワインがお神酒として正月三が日に振舞われたりしている。

## 信仰と祭祀
神酒を神棚に供える「御神酒徳利」は通常二本一組であることから、夫婦などが円満の譬えとされ、落語の演目にもある。御神酒徳利に挿す、竹を割くなどして作った飾り物を神酒口（みきぐち）と言う。
旧琉球国に属する沖縄県と鹿児島県の奄美地方には「みき」と呼ばれる米を原料とした独特の飲料が伝えられており、清涼飲料としても市販されている。これは砕いた米に砂糖を加えて自然発酵させたものである。

## 備考
世界各地の信仰や祭祀に関連する飲料に「神酒」の訳を当てることがある。ギリシア神話は「ネクタル」、ゾロアスター教は「ハオマ」、インド神話は「ソーマ」を参照。